# Hostia

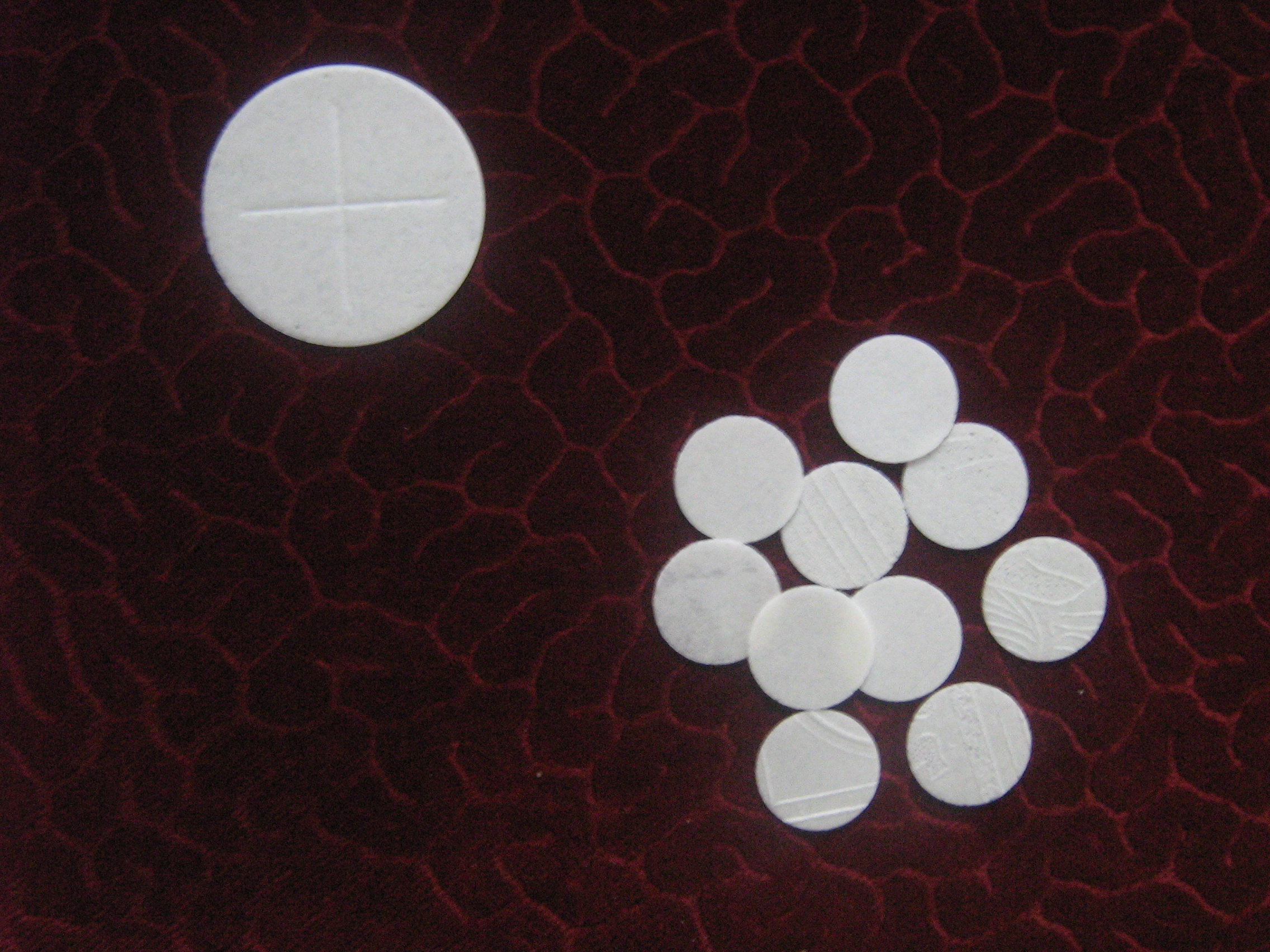
Hostias de diferentes diámetros.

La hostia es un trozo de pan ácimo (sin levadura) de harina de trigo con forma circular que se ofrece en la eucaristía o misa cristiana (sobre todo, en la tradición litúrgica de occidente) como ofrenda o sacrificio incruento, es decir, sin derramamiento de sangre.
Su origen se remonta a la matzá, pan sin levadura que en el judaísmo se elabora y consume para las festividades del Pésaj (la Pascua).

## Hostia en la Iglesia Católica
Una de las partes de la misa es la liturgia eucarística, durante la cual se dice la plegaria eucarística. En ella el sacerdote conmemora la institución de la eucaristía por Jesús en la Última Cena, y procede a consagrar la hostia y, posteriormente, el vino, momento que comienza con la epíclesis y termina con las palabras del Señor haced esto en conmemoración mía. Los católicos creen en la transubstanciación, dogma que afirma que, durante la consagración, la hostia se hace la carne de Cristo y el vino, la Sangre de Cristo.
A partir del momento de la transubstanciación, se conoce también a la hostia con el nombre de Sagrada Forma o Forma Consagrada. Los católicos, basándose en Juan 6:51-58, creen que Jesucristo se encuentra verdaderamente presente en el pan y el vino, en cuerpo, sangre, alma y divinidad, creencia conocida como Presencia Real y definida así por el Concilio de Trento. En el texto, Jesús dice: "Mi carne es verdadera comida, y mi sangre es verdadera bebida". 
Las hostias que no son consumidas en la comunión suelen reservarse en el sagrario o tabernáculo de las iglesias, de forma que los católicos, puedan ir a visitarle y a adorar a Jesucristo, presente en la hostias consagradas. 
Cuando se administra la comunión a un enfermo terminal, se conoce al Sacramento con el nombre de viático.

## Hostia en las Iglesias Protestantes
En algunas iglesias Protestantes no se utiliza el pan ácimo de los católicos en forma de hostia, sino un pan sin leudar, previamente cortado en trozos. En otras se usa pan con levadura al igual que lo hace la iglesia ortodoxa.

## Citas Bíblicas sobre el pan consagrado
«Os aseguro que no es Moisés el que os dio el pan del cielo; mi Padre os da el verdadero pan del cielo; porque el pan de Dios es el que desciende del cielo y da Vida al mundo»
Juan 6:32-33

«Yo soy el pan de Vida. El que viene a mí jamás tendrá hambre; el que cree en mí jamás tendrá sed.»
Juan 6:35

«Yo soy el pan vivo bajado del cielo. El que coma de este pan vivirá eternamente, y el pan que yo daré es mi carne para la Vida del mundo». Los judíos discutían entre sí, diciendo: «¿Cómo este hombre puede darnos a comer su carne?». Jesús les respondió: «Os aseguro que si no coméis la carne del Hijo del hombre y no bebéis su sangre, no tendréis Vida en vosotros. El que come mi carne y bebe mi sangre tiene Vida eterna, y yo lo resucitaré en el último día. Porque mi carne es la verdadera comida y mi sangre, la verdadera bebida. El que come mi carne y bebe mi sangre permanece en mí y yo en él. Así como yo, que he sido enviado por el Padre que tiene Vida, vivo por el Padre, de la misma manera, el que me come vivirá por mí. Este es el pan bajado del cielo; no como el que comieron sus padres y murieron. El que coma de este pan vivirá eternamente.»
Juan 6:51-58

## Hostia en la Antigua Grecia
Durante el culto público en la religión griega, en algunas ceremonias se procedía a realizar ofrendas rituales cruentas para alcanzar el favor de los dioses, en donde se inmolaban determinados animales, que en el caso de ser pequeños (corderos, palomas, cabritillos, etc.) se les denominaba hostias para diferenciarlos de cuando eran animales grandes como bueyes, caballos, carneros, etc. en cuyo caso se les llamaba 'víctimas'.

## Gluten

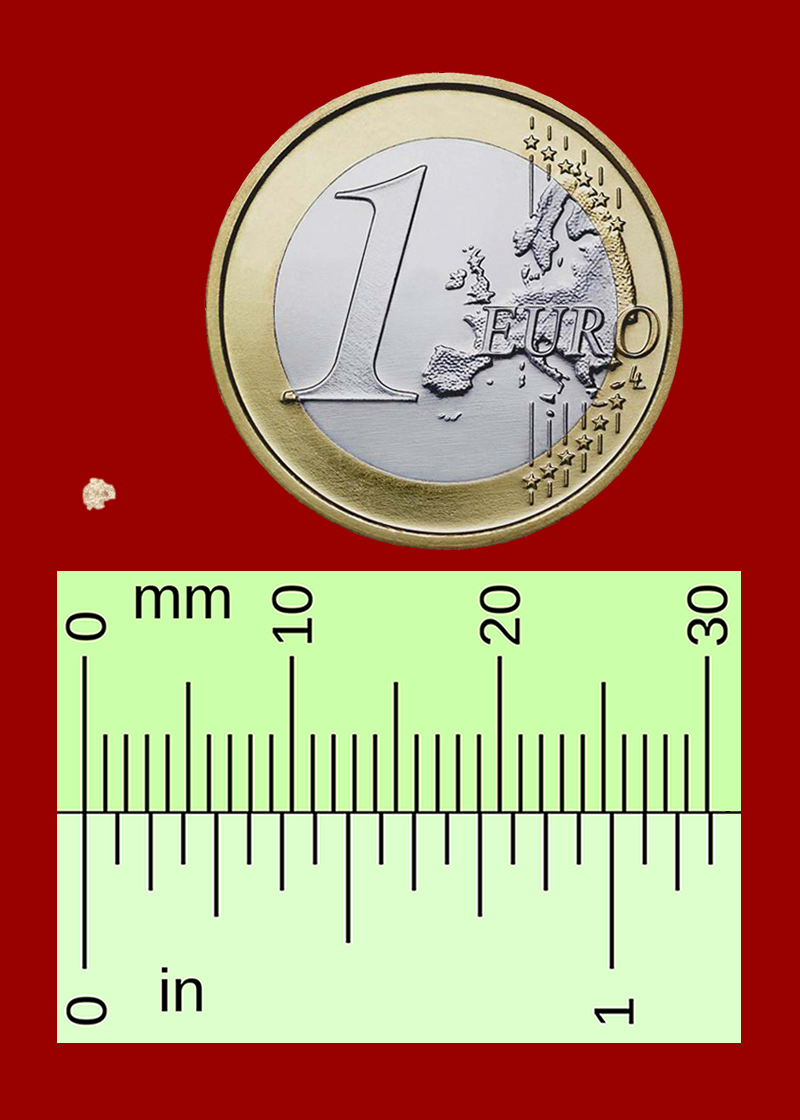
Cantidades microscópicas de gluten, como las contenidas en una mota de harina de trigo o en una sola miga de pan de este tamaño, son suficientes para que su ingestión provoque daño intestinal, reactivación de la respuesta autoinmune sistémica y síntomas (digestivos o de otro tipo) en las personas celíacas o con sensibilidad al gluten no celíaca, cuando están siguiendo una dieta sin gluten.

Las hostias contienen gluten, por lo que su ingestión supone un grave riesgo para la salud de las personas que padecen trastornos relacionado con el gluten. Pueden ser la causa de la falta de recuperación de las personas con enfermedad celíaca. Esta enfermedad ha sido considerada tradicionalmente como un trastorno únicamente digestivo, pero actualmente se sabe que se trata realmente de una enfermedad crónica, multiorgánica autoinmune, que afecta al intestino y puede dañar prácticamente cualquier órgano o tejido. Si bien se produce una "intolerancia permanente" al gluten, no se trata de una simple intolerancia alimentaria, ni mucho menos de una alergia. Es una enfermedad autoinmune que, sin un tratamiento estricto y mantenido de por vida, puede provocar complicaciones de salud muy graves, entre las que cabe señalar diversos tipos de cáncer (tanto del aparato digestivo, con un incremento del riesgo del 60%, como de otros órganos), trastornos neurológicos y psiquiátricos (conocidos como "neurogluten"), otras enfermedades autoinmunes y osteoporosis.

Estudios actuales demuestran que aproximadamente el 80% de los celíacos continúa teniendo lesión intestinal, a pesar del tratamiento mantenido con la dieta sin gluten. La principal causa de esta falta de recuperación es la ingesta inadvertida de gluten debida a contaminaciones cruzadas y la poca conciencia del paciente de las fuentes comunes de gluten. Ni la ausencia de síntomas digestivos, ni la negatividad de los anticuerpos garantizan que exista una recuperación de la mucosa intestinal.
En un documento dado a conocer en julio de 2017, elaborado por la Congregación para el Culto Divino y la Disciplina de los Sacramentos por encargo del papa Francisco, se recuerda que las hostias no pueden ser sin gluten, si bien se permite que el pan y el vino de la Eucaristía se preparen con "organismos genéticamente modificados". En el comunicado se señala que "'Las hostias sin nada de gluten son materia inválida para la Eucaristía' (…) en relación a las normas respecto a las personas que, por diversos y graves motivos, no pueden tomar pan preparado normalmente".